# باتريك ليهي
باتريك ليهي (بالإنجليزية: Patrick Leahy) (و. 1940) هو سياسي ومحام من الولايات المتحدة الأمريكية، ولد في مونبلييه، فيرمونت. تولى منصب عضو مجلس الشيوخ الأمريكي ويخدم في ولايته الثامنة كعضو في الحزب الديموقراطي. أصبح ليهي أكبر أعضاء الكونغرس الأمريكي بعد وفاة النائب دون يونغ في مارس 2022. كان أحد "أطفال ووترغيت"، الديموقراطيين المنتخبين لمجلس الشيوخ في موجة انتخابات 1974 بعد فضيحة ووترغيت واستقالة الرئيس ريتشارد نيكسون. خدم أثناء رئاسة جيرالد فورد وجيمي كارتر. بحلول عام 2022، كان ليهي واحدًا من ثلاثة أعضاء في الكونغرس خدموا أثناء ولاية جيرالد فورد، ومن بين خمسة أعضاء خدموا أثناء رئاسة جيمي كارتر.
ليهي شغل منصب عضو مجلس الشيوخ الأمريكي الأطول خدمة في ولاية فيرمونت، وكان الوحيد من الحزب الديمقراطي في مجلس الشيوخ عن فيرمونت. ترأس لجنتي الزراعة والقضاء سابقًا. تولى رئاسة لجنة المخصصات البارزة من 2017 حتى 2021، وأصبح رئيسًا لها في 2021. تعرض ليهي لهجمات الجمرة الخبيثة عام 2001 مع زعيم الأغلبية في مجلس الشيوخ توم داشل، وأسفرت عن وفاة خمسة أشخاص. ترأس محاكمة عزل دونالد ترامب الثانية، وكان أول سيناتور يترأس محاكمة عزل رئيس سابق. أعلن ليهي في 15 نوفمبر 2021 عدم ترشحه لانتخابات 2022.
انتقد باتريك ليهي، عضو مجلس الشيوخ الأمريكي السابق، في مقال نشرته صحيفة واشنطن بوست، حكومة الولايات المتحدة لعدم تطبيقها القانون الذي يحمل اسمه على دولة إسرائيل، التي تُعَدّ من أكبر متلقي المساعدات العسكرية الأمريكية، بنفس الشدة التي تطبقه على الدول الأخرى. يحظر القانون تصدير الأسلحة لأي وحدة من القوات التابعة لدولة أجنبية إذا وردت معلومات موثوقة لوزير الخارجية تُثبت تورطها في انتهاكات حقوق الإنسان. واصل ليهي مراسلة وزراء الخارجية الأمريكيين منذ مطلع القرن العشرين لعدم تطبيق القانون على إسرائيل، لكنّه تلقى ردودًا "غير شافية" أو ادّعوا فيها أن القانون يُطبق بشكل مماثل على إسرائيل كالدول الأخرى.

## نشأته والتعليم
ولد ليهي في مدينة مونبلييه في ولاية فيرمونت. والداه هما ألبا (ني زامبون) وهوارد فرانسيس ليهي. عانى من ضعف البصر في عينه اليسرى منذ ولادته. يملك أصولًا إيطالية وإيرلندية؛ هاجر أجداده إلى فيرمونت بالقرن التاسع عشر للعمل في محاجر الجرانيت والمصانع في باري. بدأت عائلته العمل في الطباعة والنشر (صحيفة وتربوري ريكورد). التحق بالمدارس الأبرشية في مونبلييه وتخرج من مدرسة سانت ميخائيل الثانوية هناك عام 1957. نال درجة البكالوريوس في الآداب والعلوم السياسية من كلية القديس ميخائيل عام 1961. كان عضوًا في الاتحاد الوطني لطلاب الكليات الكاثوليكية، وشارك في فرسان كولومبوس ونادي سانت مايكلز كوليدج جلي. انضم لفيلق تدريب ضباط الاحتياط ولفريق البندقية. حصل على دكتوراه في القانون من مركز القانون بجامعة جورج تاون عام 1964. أثناء دراسته بكلية الحقوق، انضم لجمعية فاي دلتا فاي الفخرية القانونية وشارك في جمعية المساعدة القانونية وبرنامج الجدال القانوني، وكان ممثلًا لنقابة المحامين الطلاب.

## بداية مسيرته المهنية
التحق ليهي بنقابة المحامين بعد تخرجه من كلية الحقوق. عمل محاميًا لشركة بيرلنجتون التي يرأسها فيليب إتش هوف، حاكم ولاية فيرمونت. عُيّن مساعدًا للويس إي سبرينغر، الكاتب التشريعي في جمعية فيرمونت العامة في يناير 1965، كما عمل مساعدًا لمحامي مدينة بيرلنجتون.
عيّن ليهي محاميًا لمقاطعة تشيتندين بعد استقالة شاغل المنصب في مايو 1966. انتُخب ليهي لفترة ولاية كاملة في عام 1966، وأعيد انتخابه في عام 1970. شارك ليهي في القبض على بول لورانس، ضابط شرطة سري للعديد من الإدارات في فيرمونت، الذي ادعى زورًا أنه اشترى مخدرات غير مشروعة، مما أدى إلى إدانات خاطئة اعتمادًا على شهادته.

## المناصب السياسية

### حقوق الإجهاض
دعم ليهي حق الإجهاض. صوّت ضد قانون حظر الإجهاض الجزئي عام 1995 وبين عامي 1997 و2003. صوت ليهي في 11 مارس 1982 ضد إجراء أورين هاتش الذي سعى للسماح للكونغرس والولايات بتبني قوانين حظر الإجهاض. ساهم إقراره في تعديل قرار لجنة الكونغرس بخصوص مكافحة الإجهاض.

### الزراعة
تعاون ليهي مع أعضاء مجلس الشيوخ شيرود براون، وسوزان كولينز، وديفيد بيرديو لضمان توفر الأغذية المحلية بين الطلاب. يدعم الاقتراح برنامج المنح من المزرعة إلى المدرسة الذي تديره وزارة الزراعة، وزاد البرنامج من 5 ملايين دولار إلى 15 مليون دولار، ورفع الحد الأقصى للمنح إلى 250 ألف دولار. وقع ليهي مع 37 عضوًا من مجلس الشيوخ رسالة إلى وزير الزراعة الأمريكي سوني بيرديو للتحذير من عدم استقرار سوق الألبان وحثوا على دعم المزارعين من خلال برنامج تغطية ربح منتجات الألبان. في مايو 2019، أرسل ليهي وثمانية أعضاء ديمقراطيين رسالة إلى بيرديو تنتقد وزارة الزراعة الأمريكية لشراء لحم الخنزير من شركة جي بي إس الأمريكية، واعترضوا على دعم الشركات الأجنبية بأموال دافعي الضرائب. تهدف هذه الأموال لدعم المزارعين الأمريكيين المتضررين من السياسة التجارية.
=== البيئة === كان ليهي يدعم بقوة السياسة البيئية، ودعم مشاريع زيادة إنتاج سيارات الهيدروجين. أكد على تطبيق معايير الاقتصاد في استهلاك الشركات للوقود. سعى إلى خفض استهلاك النفط بنسبة 40% في عام 2025، وزاد تمويل مشاريع الطاقات البديلة كالطاقة الشمسية وطاقة الرياح.

### الرعاية الصحية
أكد ليهي أهمية توفر الرعاية الصحية العامة في الأزمات الاقتصادية. صوّت لزيادة خدمات الرعاية الطبية، وسعى لدعم المنظمات في الحصول على الأدوية بأسعار مخفضة من مصانع الأدوية. عارض ليهي احتكار الولايات المتحدة للأدوية وشرائها بكميات كبيرة واعتبره حلاً مؤقتًا. دعا ليهي رئيس القضاة جون روبرتس لتأييد دستورية قانون الرعاية الصحية ميسور التكلفة، وادعى أن السياسة المحافظة في السنوات العشر الأخيرة لم تكن مجدية.
سحب الجمهوريون في مجلس النواب قانون الرعاية الصحية الأمريكية في مارس 2017. أصدر ليهي بيانًا يروّج لإنجازات قانون الرعاية الصحية ميسور التكلفة. دعم ليهي قانون الرعاية الصحية الشامل الذي اقترحه زميله السيناتور بيرني ساندرز من فيرمونت. يسعى هذا النظام إلى توحيد أهداف نظام الرعاية الصحية في الولايات المتحدة.
وقع 42 عضوًا من مجلس الشيوخ، بمن فيهم ليهي، خطابًا إلى مسؤولي إدارة الرئيس ترامب. أشار الخطاب إلى تطبيق الإدارة الخاطئ للمادة 1332 من قانون الرعاية الصحية الأمريكي. فوّضت الإدارة الولايات برفع تكاليف الرعاية الصحية لملايين المستهلكين، وأضعفت حماية الأشخاص ذوي الحالات المسبقة.

### المواد الأفيونية
وقّع ليهي مع 21 عضوًا من مجلس الشيوخ بقيادة إد ماركي خطابًا إلى زعيم الأغلبية في مجلس الشيوخ ميتش ماكونيل. يُعاني 12% من المستفيدين من برنامج ميديك إيد من اضطراب تعاطي المخدرات. تمول ميديك إيد ثلث تكلفة معالجة اضطراب إدمان الأفيونات وغيرها في الولايات المتحدة. قد يتحول برنامج الرعاية الصحية إلى برنامج وفاة للذين يعانون من اضطراب استخدام المواد الأفيونية نتيجة نقص التمويل، مما قد يدفعهم للتخلي عن العلاج.

## مجلس الشيوخ الأمريكي

### بداية مسيرته (1975 – 1987)
ترشح ليهي لمنصب مجلس شيوخ الولايات المتحدة في عام 1974. صعد للترشح بعد فضيحة ووترغيت التي أدت إلى استقالة الرئيس ريتشارد نيكسون في أغسطس من العام نفسه، وفاز بفارق ضئيل ضد الجمهوري ريتشارد دبليو. ملاري، ليحل محل المرشح المتقاعد جورج أيكن. أصبح ليهي في سن الرابعة والثلاثين أصغر سيناتور في تاريخ فيرمونت، وأول سيناتور غير جمهوري من فيرمونت منذ عام 1856. يُعَدُّ الديمقراطي الوحيد المنتخب في مجلس الشيوخ من فيرمونت، وواحداً من ثلاثة ديمقراطيين فقط مثلوا الولاية في أي من مجلسي الكونغرس منذ نهاية الحرب الأهلية.
في عام 1980، فاز ليهي على الجمهوري ستيوارت ليدبيتر بفارق 2700 صوت فقط في ظل انتصار رونالد ريغان في الانتخابات الرئاسية. في عام 1986، واجه الحاكم السابق ريتشارد سنيلنغ ولكنه قلب الموازين بحصوله على 63% من الأصوات. في عام 1992، حصل ليهي على 54% من الأصوات ضد وزير خارجية فيرمونت جيم دوغلاس. لم يواجه ليهي منافسًا جمهوريًا قويًا منذ ذلك الحين.
في مايو 1981، طلب ليهي وعضو مجلس الشيوخ تيد كينيدي من ماساتشوستس رفض مجلس الشيوخ تعيين جون كرويل الابن مساعداً لوزير الزراعة. عارض ليهي بسبب وثائق كشفت علم كرويل بممارسات احتكارية ومضادة للمنافسة لصاحب المقعد السابق. ادعى ليهي وكينيدي أن كرويل أخفى تورطه مع شركة لويزيانا-باسيفيك، وشركة بانهاندل للأخشاب، ومصنع كيتشيكان سبروس ميلز خلال عملية الموافقة.
في عام 1981، اقترح ليهي تعديلًا لزيادة ميزانية إنفاذ وزارة الطاقة الأمريكية بمقدار 13 مليون دولار. وصف التخفيضات التي أقرتها إدارة ريغان على ميزانية الإنفاذ بأنها "عفو ضمني" عن الانتهاكات بسبب الزيادات المزعومة في أسعار شركات النفط. في 28 أكتوبر، رفض مجلس الشيوخ التعديل بأغلبية 48 صوتًا مقابل 43 صوتًا.
في 2 ديسمبر 1981، صوت ليهي لصالح تعديل على اقتراح ريغان بخصوص صواريخ إم إكس، مما حول مبلغ 334 مليون دولار لمنشأة إطلاق الصواريخ، وخصص المزيد من الأبحاث لأساليب أخرى تتيح بناء الصواريخ العملاقة. عُدَّ التصويت رفضًا لإدارة ريغان.
في مارس 1982، عُين ليهي في لجنة تحقيق مجلس الشيوخ لدراسة أنشطة إنفاذ القانون السرية التابعة لوزارة العدل، وهي لجنة مؤلفة من ثمانية أعضاء للتحقيق في العمليات السرية. أتى القرار بعد استقالة هاريسون إيه. ويليامز بسبب مشاركته في عملية أبسكام. في 23 ديسمبر 1982، صوت ليهي لصالح زيادة 5% للغالون الواحد على الضرائب المفروضة على البنزين في الولايات المتحدة لتمويل إصلاحات الطرق السريعة والنقل الجماعي. أقر مشروع القانون في اليوم الأخير من الدورة السابعة والتسعين للكونغرس الأمريكي.
في 19 أكتوبر 1983، صوت ليهي لصالح مشروع قانون لتخصيص عيد يوم مارتن لوثر كينغ الابن. وقع ريغان على التشريع في الشهر التالي. في مارس 1984، صوت ليهي ضد التعديل الدستوري المقترح الذي يسمح بوجود فترات في المدارس العامة للصلاة الصامتة، وضد اقتراح ريغان غير الناجح بتعديل دستوري يسمح بتنظيم الصلاة المدرسية في المدارس العامة.

### لجنة الزراعة في مجلس الشيوخ والأنشطة الأخرى (1987–1999)

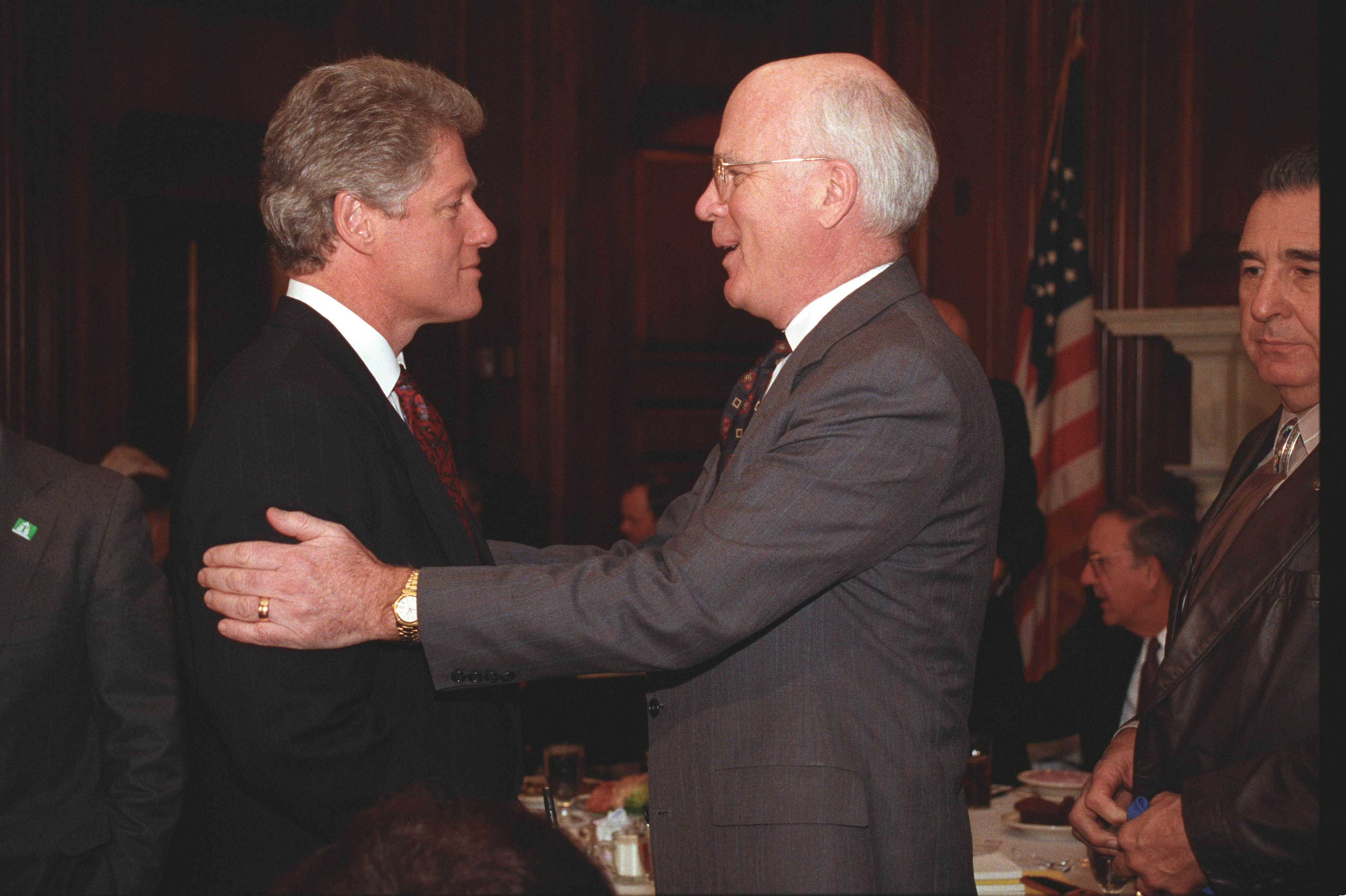
ليهي مع الرئيس بيل كلينتون في فبراير 1993

عين ليهي رئيسًا للجنة الزراعة في مجلس الشيوخ في 3 يناير 1987. أظهر ليهي في عام 1987 لمراسل إخباري تقريرًا غير مصنف عن إيران كونترا أثناء توليه منصب نائب رئيس لجنة الاستخبارات في مجلس الشيوخ. اعترف ليهي في مؤتمر صحفي لاحق بأنه كان غير حذر بخصوص ذلك التقرير، وتقبل اللوم. أدى هذا الكشف إلى مخالفته لقواعد لجنة الاستخبارات، وقرر مغادرة اللجنة غاضبًا من نفسه. كعضو في لجنة القضاء في مجلس الشيوخ، صرح ليهي بأن ديمقراطيي مجلس الشيوخ سيرفضون عقد جلسات استماع لأي مرشح للمحكمة العليا بعد رفض روبرت بورك وانسحاب دوجلاس جينسبيرج حتى الانتخابات الرئاسية 1988. في مايو 1989، حث ليهي وزارة الزراعة على سحب مقترحات تقليل التفتيش الفيدرالي. في مايو 1990، قدم مع دان جليكمان قانون سلامة الأسماك الاستهلاكية لتشديد فحوصات الأسماك. ساهم ليهي في الجهد الدولي لحظر الألغام المضادة للأفراد. كتب في عام 1992 مشروع قانون حظر تصدير الألغام، كأول قانون من نوعه.
في فبراير 1992، سعى مسؤولو إدارة جورج بوش الأب والمسؤولون الإسرائيليون إلى التوصل إلى صفقة بشأن ضمانات القروض. بعد لقاء بين وزير الخارجية جيمس بيكر وزلمان شوفال دون حل، أبلغ بيكر ليهي بالتفاصيل، وأعلن ليهي تقديم خطته الخاصة إذا لم يحصل اتفاق. لاحقًا، عرضت إدارة بوش ضمانات قروض لإسرائيل بما يلزمها بوقف بناء المستوطنات. دعم ليهي هذا وأقترح ضمانات بقيمة 10 مليارات دولار تُصرف على مدى خمس سنوات. في 20 نوفمبر 1993، صوت ليهي لصالح نافتا. وقع الرئيس بيل كلينتون القانون في 8 ديسمبر. وأعلن كلينتون تقليص تمويل برنامج الطوارئ للغذاء (TEFAP). في مارس 1994، تعهد ليهي بالحفاظ على التمويل مستشهدًا بدعوى سابقة ضد وزير الزراعة. في أغسطس 1994، طالب مع Public Voice الحكومة الاتحادية بتحسين وجبات الغداء المدرسية، مشيدًا بالمدارس الرائدة. أسفرت انتخابات منتصف المدة لعام 1994 عن أغلبية جمهورية، وأثارت محادثات حول برامج التغذية. صرح ليهي أنه "لم تكن احتمالية اصطفاف ملايين الأطفال في مطابخ الحساء واضحة منذ الكساد الكبير." تعاون مع ريتشارد لوغار لتقليص حجم وزارة الزراعة التي أعلنت إغلاق 1،274 مكتبًا ميدانيًا لتوفير 3 مليارات دولار. في 1994، قدم ليهي قانونًا يشجع على حظر المشروبات الغازية في المدارس، مؤكدًا "أن أرباح البيع الآلي تذهب لأغراض جيدة لكن الأفضل خدمة التلاميذ." تم إقرار القانون رغم معارضة كوكا كولا (شركة) وممثلي الصناعة. في أكتوبر 1999، صوت ليهي لصالح معاهدة لحظر التجارب النووية، وهي أول معاهدة أمنية هامة تُهزم في مجلس الشيوخ منذ معاهدة فرساي.

### 1999 إلى 2009

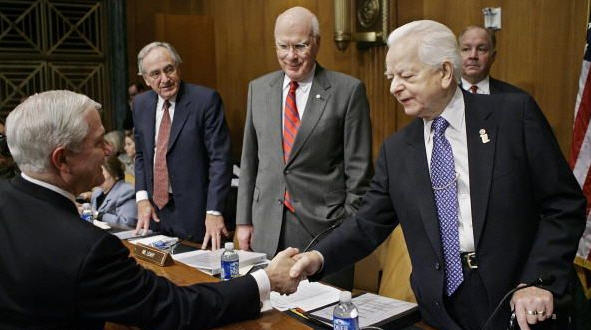
صافح الرئيس السابق للجنة روبرت بيرد (د-فيرجينيا الغربية، أقصى اليمين) وزير الدفاع روبرت غيتس، بينما شاهد السيناتوران باتريك ليهي (د-فيرمونت، وسط اليمين) وتوم هاركن (د-آيوا). عقدوا الجلسة لمناقشة المزيد من التمويل للحرب في العراق.

انتخابات مجلس الشيوخ الأمريكي عام 1998 في فيرمونت شهدت تأييد مرشح الجمهوري فريد توتل لباتريك ليهي. تقاعد توتل كمزارع وشارك في الفيلم الوثائقي الساخر الرجل ذو الخطة، الذي صُور في فيرمونت حول مزارع يترشح للكونغرس. بعد فوز توتل بترشيح الحزب الجمهوري بحملة هدفها الترويج للفيلم والسخرية من المرشح الأوفر حظًا للحزب جاك مكمولين، الذي انتقل حديثًا إلى فيرمونت من ماساتشوستس، أوصى توتل بدعم ليهي. تأثر ليهي بهذه اللفتة وظهر هو وتوتل معًا عدة مرات خلال الحملة، ووصف ليهي توتل بأنه "جوهر صفوة أهل فيرمونت".
حولت هجمات 11 سبتمبر السياسة الخارجية الأمريكية نحو إرهاب. في ديسمبر 2006، صرح ليهي في جامعة جورجتاون أن البيت الأبيض زاد من سلطته بعد الهجمات متجاهلاً الفروع الأخرى. رفضت الإدارة الرد على "أسئلة رقابية مشروعة" وانتهكت القانون بالتنصت دون أوامر.  في 13 سبتمبر 2002، دعا ليهي لتحقيق في احتمال أن فيروس غرب النيل كان عملاً إرهابياً بيولوجياً.  في 1 يوليو 2007، أيد ليهي التنصت القانوني وأوصى بتعديل قانون المراقبة لتنفيذ تحقيقات إرهابية.  أشار إلى استدعاء البيت الأبيض لشرح "التبرير القانوني" للتنصت غير المصرح به.  كان ليهي هدفاً في هجمات الجمرة الخبيثة 2001، لكن الرسالة الموجهة إليه اعترضت قبل وصولها. حاز ليهي جائزة "بطل الحرية" عام 2004 لجهوده في الخصوصية والحكم المفتوح.  في عام 2000، طلب ليهي تأجيل تنفيذ المادة 304 من H.R. 4392 لدراستها بسبب تعارضها مع التعديل الأول وحماية المبلغين.  في 22 يونيو 2004، تبادل ليهي وديك تشيني الانتقادات بسبب نشاطات هاليبرتون في العراق. انتهى الخلاف بقول تشيني: "اذهب لتفعل ما يحلو لك."  مازح ليهي في 2007 عندما رافق بيرني ساندرز لأداء اليمين أمام تشيني قائلاً: "من الأفضل أن تقسم بوجود نائب الرئيس بدلاً من أن يوبخك." 
ليهي عارض غزو العراق في عام 2003، وكتب في مذكراته لعام 2022 أنه وجد ملفات تحتوي على معلومات تناقض تصريحات ديك تشيني العلنية حول العراق بعد أن أرشده مجهولون إلى طلب هذه الملفات.
قدم ليهي والسيناتور أورين غرانت هاتش في مارس 2004 مشروع قانون لمكافحة انتهاك حقوق التأليف والنشر بدعم من رابطة صناعة التسجيلات الأمريكية. هزم ليهي خصمه جاك مكمولين في 2 نوفمبر 2004 بنسبة 70.6% من الأصوات. دعم في 21 سبتمبر 2005 تعيين جون روبرتس رئيسًا لقضاة المحكمة العليا للولايات المتحدة. أعلن في 19 يناير 2006 معارضته لتعيين صامويل أليتو قاضيًا في المحكمة العليا. سجل مواقفه في التحكم في السلاح مختلط، حيث صوت ضد قانون برادي. أيد نافتا (NAFTA) وتقليص دعم المزارع، ولكنه عارض اتفاقية التجارة الحرة لأمريكا الوسطى وجمهورية الدومينيكان (CAFTA). صوت لصالح قانون الدفاع عن الزواج وساند حظر توسيع الإجراءات والاستخراج الكامل. نالت جهود ليهي مع السيناتور جون كورنين على جائزة قيادة مشتركة عام 2005، نظير تعاونهما في الشفافية ومراقبة الحكومة. عارض مد قانون يو إس إيه باتريوت في 2 مارس 2006 مع تسعة أعضاء آخرين، حيث عدل القانون عملية تعيين الوكلاء الأمريكيين المؤقتين. فحص ليهي في 18 يناير 2007 المدعي العام ألبرتو جونزاليس حول قضية ماهر عرار والنقل الاستثنائي له إلى سوريا.

### الحياة المهنية اللاحقة (2009–2023)

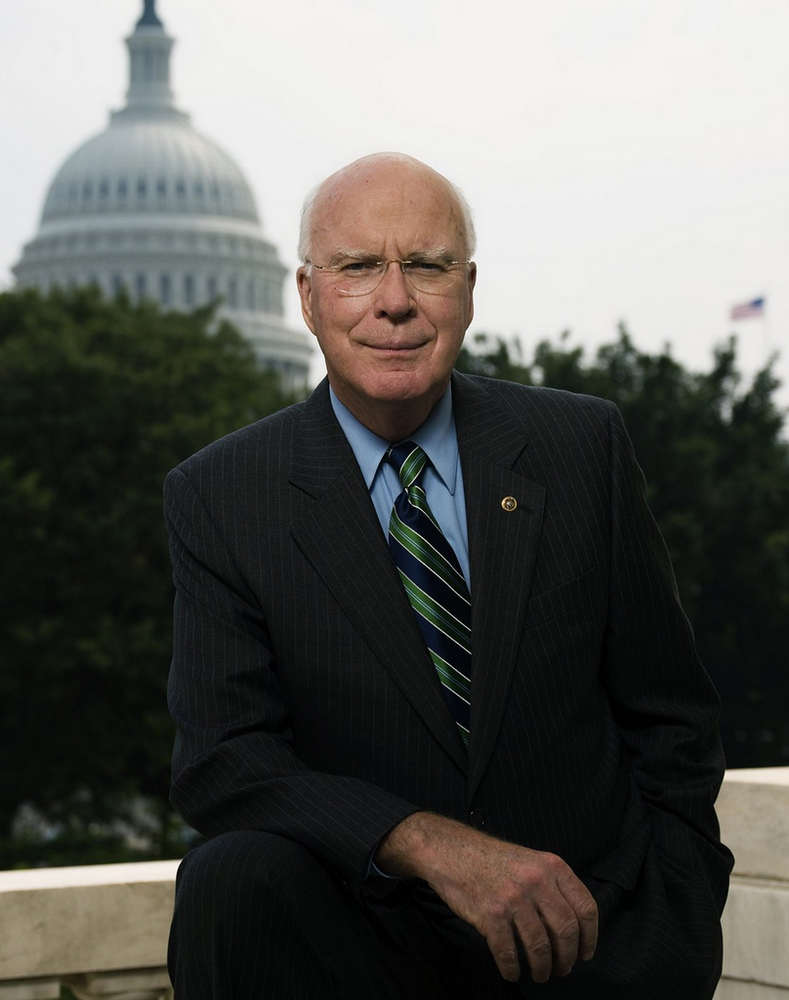
ليهي في 2009

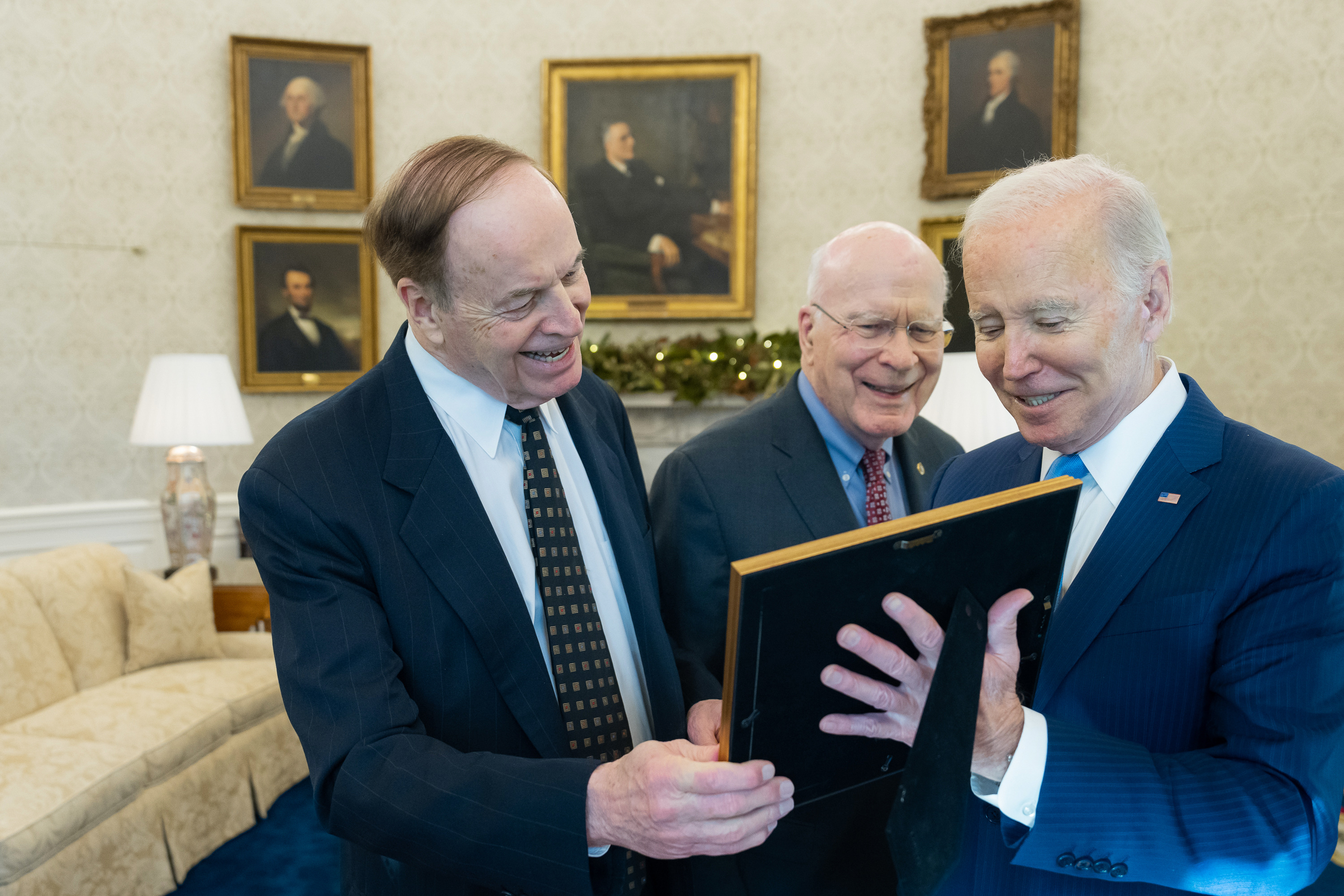
ليهي مع الرئيس جو بايدن وريتشارد شيلبي في ديسمبر 2022

أيد ليهي باراك أوباما، السيناتور الديمقراطي من إلينوي، في الانتخابات الرئاسية لعام 2008. سجل إعلاناً إذاعياً لحملة أوباما ليبث في فيرمونت.
في مايو 2009، رشح الرئيس أوباما سونيا سوتومايور للمحكمة العليا. تعرضت سوتومايور لانتقادات بسبب قولها: "كنت آمل أن تتمكن امرأة لاتينية حكيمة مع غنى تجاربها من الوصول إلى استنتاج أفضل في كثير من الأحيان من رجل أبيض لم يعش تلك الحياة." ناقش ليهي التعليق مع سوتومايور في يونيو، وأكدت أن تجارب الحياة تؤثر على الأفراد، لكن القضاة يلتزمون بتطبيق القانون وهو نفسه لكل الأمريكيين. دافع ليهي في أغسطس، خلال يوم تأكيد سوتومايور، عن سجلها ضد الانتقادات الجمهورية قائلاً: "إن مسيرة القاضية سوتومايور سجلت أنها دائمًا ما اتبعت حكم القانون، ولا يجب أن يشوه هذا السجل بالإيحاء بأن العرق أو التراث سيؤثر على قراراتها كقاضية في المحكمة العليا."
في 20 سبتمبر 2010، قدّم ليهي قانون مكافحة التعدي والتزييف عبر الإنترنت، مشروع قانون مجلس الشيوخ رقم S. 3804، الذي يسمح للمحكمة بإصدار أمر تقييدي أو قضائي ضد نطاقات إنترنت تنتهك حقوق التأليف والنشر.
في مايو 2011، قدم ليهي قانون حماية الملكية الفكرية (PIPA) إلى مجلس الشيوخ. صاغ هذا المشروع لمنح الحكومة الأمريكية وأصحاب حقوق الطبع والنشر أدوات إضافية لمحاربة قرصنة حقوق الطبع وتهريب السلع المقلدة عبر المواقع الإلكترونية الأجنبية المارقة. انتقد المعارضون المشروع لاعتبارهم أنه سيكون غير فعال ويعرقل حرية التعبير على الإنترنت ويتداخل مع بنيته التحتية. عبّر ليهي لاحقًا عن تفضيله لإجراء مزيد من البحث في الأحكام التي أثارت اعتراضات.
ترأس ليهي لجنة الزراعة والتغذية والتحريج من 1987 حتى 1995، ولجنة القضاء من 2001 إلى 2003 ومن 2007 إلى 2015. يعد ليهي من القادة الديمقراطيين البارزين في مجلس الشيوخ فيما يتعلق بملء المناصب القضائية الفيدرالية من خلال المشورة والموافقة. يشغل ليهي منصب ثاني أعلى ديمقراطي في لجنة المخصصات، كما يرأس اللجنة المخصصات الفرعية على الدولة والعمليات الخارجية والبرامج ذات الصلة. في لجنة الزراعة والتغذية والتحريج، يرأس ليهي اللجنة الفرعية المعنية بالبحث والتغذية والتشريع العام.
عند وفاة رئيس مجلس الشيوخ المؤقت دانيال إينوي، ديمقراطي من هاواي، في 17 ديسمبر 2012، أصبح ليهي أكبر الأعضاء سناً في حزب الأغلبية، وانتُخب رئيساً مؤقتاً للمجلس بتوافق الآراء. خلفه أورين هاتش في 3 يناير 2015، وتولى منصب رئيس مؤقت شرفي للمجلس.
في فبراير 2013، وقّع ليهي مع 23 عضواً في مجلس الشيوخ رسالة تؤكد أن الأمريكيين من السيخ والهندوس والعرب غالباً ما يكونون أهدافاً للعنف بسبب الخلط بينهم وبين المسلمين المتطرفين. طالبت الرسالة الحكومة الفيدرالية "ببدء تتبع المعلومات حول جرائم الكراهية ضد السيخ والهندوس والعرب بأسرع وقت ممكن" لتمكين سلطات إنفاذ القانون من الرد بشكل أكثر فعالية على هذا التهديد.
في يونيو 2013، قدم ليهي ثلاثة تعديلات على حزمة إصلاح الهجرة، منها تعديل يعترف بزواج المثليين عندما يكون أحد الزوجين أمريكياً. وأكد أن تنفيذ التعديل سينهي التمييز في نظام الهجرة الأمريكي وأن السعي "لحماية متساوية بموجب قوانيننا لمجتمع المثليين هو الأمر الصحيح الذي يجب القيام به."
وفقًا لـ GovTrack، رعى ليهي في عام 2013 أكبر عدد من مشاريع القوانين ذات الحزبين، حيث شمل واحد وستون بالمئة من مشاريع القوانين التي رعاها رعاة مشاركون من كلا الحزبين الديمقراطي والجمهوري.
في يناير 2015، ترأس ليهي وفدًا من الكونغرس إلى كوبا بهدف "التأكيد على القادة الكوبيين أهمية النتائج الملموسة والزخم الإيجابي". مثلت هذه أول زيارة لمسؤولين أمريكيين إلى كوبا عقب إعلان الرئيس أوباما عن تطبيع العلاقات بين الولايات المتحدة وكوبا الشهر السابق.
في يوليو 2015، عقب الكشف عن خطة العمل الشاملة المشتركة، وهو اتفاق دولي حول البرنامج النووي الإيراني، أصدر ليهي بياناً أكد فيه تفضيله للاتفاق وعبّر عن أسفه لمعارضة بعض أعضاء الكونغرس، مشيراً إلى أن عدم وجود اتفاق سيتيح لإيران الاستمرار في تطوير الأسلحة النووية.
في يناير 2017، خلال جلسة استماع، سأل باتريك ليهي مرشح الرئيس المنتخب دونالد ترامب لمنصب النائب العام جيف سيشنز، عن رأيه في اعتبار الإمساك بأعضاء المرأة التناسلية دون موافقتها اعتداءً جنسيًا، في إشارة لتصريحات ترامب في شريط Access Hollywood الذي ظهر خلال الانتخابات. سأل ليهي أيضًا سيشنز إذا كان سيتمكن من "محاكمة والتحقيق" مع رئيس أو مسؤول منتخب متهم بهذا الفعل.
في أبريل 2017، شارك ليهي مع 11 عضوًا في مجلس الشيوخ في رعاية مشروع قانون يهدف إلى استعادة قاعدة من لجنة الاتصالات الفيدرالية، تتطلب من مزودي خدمات الإنترنت الحصول على إذن العملاء قبل بيع بياناتهم للمعلنين، والتي تم إلغاؤها في وقت سابق من الأسبوع.
في 1 يونيو 2017، أصدر ليهي والسيناتور من مينيسوتا بيانًا مشتركًا بعد أسابيع من إقالة مدير مكتب التحقيقات الفدرالي جيمس كومي. كشفا عن طلبهما السابق من كومي التحقيق في جميع اتصالات المدعي العام سيشنز أو مساعديه مع المسؤولين الحكوميين الروس، وأثارا مسألة ارتكاب سيشنز شهادة زور أمام مجلس الشيوخ.
في سبتمبر 2017، صوّت ليهي مع سبعة أعضاء آخرين في مجلس الشيوخ ضد قانون تفويض الدفاع الوطني، وهو مشروع قانون سياسة الدفاع الذي تضمّن 640 مليار دولار للإنفاق الأساسي للدفاع و60 مليار دولار لتمويل الحروب.
في نوفمبر 2017، وقع ليهي مع تسعة من أعضاء مجلس الشيوخ الديمقراطيين على رسالة تحث رئيس وزراء إسرائيل بنيامين نتنياهو على وقف عمليات الهدم المخطط لها للقرى الفلسطينية الخان الأحمر وسوسية. اعتبرت الرسالة أن هذا الإجراء سيعيق جهود السعي لحل الدولتين و"يعرض مستقبل إسرائيل كديمقراطية يهودية للخطر".
في 18 يناير 2018، أعلن ليهي عدم دعمه للإجراء المؤقت للسنة المالية لعدم إغلاق الحكومة، قائلاً إن مشروع قانون مجلس النواب "غير مكتمل وغير كافٍ بائس". أضاف ليهي أن دعم الحزبين للقانون سيتحقق عبر التعاون مع الديمقراطيين، واتهم الجمهوريين "بطلب دعمنا بعد صياغة قانون غير متناسق خلف الأبواب المغلقة". بدأ إغلاق الحكومة الفيدرالية للولايات المتحدة في يناير 2018، وصوَّت ليهي مع 18 سناتوراً ضد التمويل المؤقت.
في فبراير 2018، وقع ليهي مع ثلاثة أعضاء في مجلس الشيوخ رسالة إلى وزير الدفاع (الولايات المتحدة) جيمس ماتيس. طلبوا من البنتاغون تقدير تكلفة والوقت اللازم لتجهيز العرض العسكري الذي طلبه الرئيس ترامب، ووصفوه بأنه "غير ملائم ومُهدر" في وقت الحرب.
في مارس 2018، كتب لاهي رسالة إلى رئيس اللجنة القضائية بمجلس الشيوخ تشوك غراسلي، حيث أعرب عن خشيته من أن "الضرر الذي يلحق بمكتب التحقيقات الفيدرالي، وبمؤسسات الأمة بشكل أوسع، سيتجاوز بكثير أي أزمات حالية ما لم يُتخذ إجراء حاسم ثنائي الحزبين". طلب لاهي عقد جلسة رقابية بشأن انتقادات إدارة ترامب لمكتب التحقيقات الفيدرالي ووزارة العدل.
في سبتمبر 2018، ناقش مجلس الشيوخ الحزمة الإنفاقية الأولى للسنة المالية 2019. دعا ليهي إلى زيادة سقف الإنفاق لبرنامج رعاية المحاربين القدامى. لم يتضمن المشروع النهائي للحزمة اقتراحه، الذي يشمل البناء العسكري وشؤون المحاربين القدامى والفرع التشريعي والطاقة والمياه، وحذر ليهي من أن هذا سيترك برنامج خيار المحاربين القدامى بدون تمويل.
في أكتوبر 2018، أرسل ليهي، بجانب رئيس لجنة العلاقات الخارجية في مجلس الشيوخ بوب كوكر والديمقراطي بوب مينينديز وليندسي غراهام، رسالة للرئيس ترامب يطلبون فيها بدء تحقيق في اختفاء الصحفي السعودي جمال خاشقجي بموجب قانون ماجنيتسكي للمساءلة بشأن حقوق الإنسان العالمي. طلبت الرسالة من ترامب تقديم النتائج خلال 120 يومًا، وتحديد ما إذا كان سيتم فرض عقوبات على المسؤولين. لاحقًا في الشهر ذاته، وقع ليهي مع ثمانية أعضاء في مجلس الشيوخ رسالة إلى مدير الاستخبارات الوطنية (الولايات المتحدة) دان كوتس يطلبون فيها إحاطة سرية حول تهديدات خاشقجي، للوفاء بواجبهم الرقابي كأعضاء في الكونغرس. في مارس 2019، وقع ليهي وتسعة أعضاء ديمقراطيين في مجلس الشيوخ رسالة إلى سلمان بن عبد العزيز آل سعود تطالب بالإفراج عن المحامي الحقوقي وليد أبو الخير والكاتب رائف بدوي ونشطاء حقوق المرأة لجين الهذلول وسمر بدوي والدكتور وليد فتيحي. وأشار أعضاء مجلس الشيوخ إلى أن منظمات دولية موثوقة ذكرت الاعتقال التعسفي للنشطاء السلميين والمعارضين دون محاكمة لفترات طويلة، بالإضافة إلى التمييز المنهجي ضد النساء والأقليات الدينية وسوء معاملة العمال المهاجرين.
في ديسمبر 2018، أعلن وزير الخارجية (الولايات المتحدة) مايك بومبيو أن إدارة ترامب ستعلق التزاماتها في معاهدة الصواريخ النووية متوسطة المدى خلال 60 يومًا إذا واصلت روسيا انتهاك المعاهدة. وقع ليهي و25 سناتورًا آخر على رسالة تعبر عن القلق بشأن التخلي عن القيادة الأميركية الثنائية التي تهدف إلى تقليل الدور العالمي للأسلحة النووية وضمان الاستقرار الاستراتيجي مع الخصوم المسلحين نوويًا. دعوا الرئيس ترامب إلى مواصلة المفاوضات حول الأسلحة.
تقاعد ريك نولان من الكونغرس عام 2019، ليصبح ليهي الشخص الوحيد المتبقي من جيل ووترغيت في الكونغرس.
أيد ليهي حملة زميله السيناتور من ولاية فيرمونت بيرني ساندرز الرئاسية لعام 2020.
في مايو 2021، ذكرت POLITICO أن ليهي "يميل نحو الترشح لفترة تاسعة" وطلب الدعم من زملائه في مجلس الشيوخ. أعلن ليهي في 15 نوفمبر 2021 عدم ترشحه لفترة تاسعة. أصبح ليهي العضو الأطول خدمة في الكونغرس الحالي بعد وفاة الممثل دون يونغ في 18 مارس 2022. انتهى عهد ليهي في يناير 2023، وخلفه بيتر ويلش؛ كان آخر سيناتور أمريكي خدم في السبعينيات.

### تعيينات اللجنة
- لجنة الزراعة والتغذية والغابات
  - تُنشّط اللجنة الفرعية المناطق الريفية، وتُحافظ على الغابات وتدير الائتمان.
  - تُركّز اللجنة الفرعية على الإنتاج وحماية الدخل ودعم الأسعار.
  - تهتم اللجنة الفرعية بالجوع، والتغذية، والمزارع العائلية.
- لجنة الاعتمادات (الرئيس)[108]
  - تُشرف اللجنة الفرعية على الزراعة، والتنمية الريفية، وإدارة الغذاء والدواء، والوكالات ذات الصلة.
  - تدير اللجنة الفرعية شؤون التجارة، والعدل، والعلوم، والوكالات ذات الصلة.
  - تُعنى اللجنة الفرعية بالدفاع.
  - تهتم اللجنة الفرعية بالأمن الداخلي.
  - تُركّز اللجنة الفرعية على الداخلية والبيئة والوكالات ذات الصلة.
  - تدير اللجنة الفرعية العمليات الخارجية والبرامج ذات الصلة.
- لجنة القضاء
  - تختص اللجنة الفرعية بأمن الحدود والهجرة.
  - تُركّز اللجنة الفرعية على الملكية الفكرية.
  - تُشرف اللجنة الفرعية على العمل الوكالي، والحقوق الفيدرالية، والمحاكم الفيدرالية.
- لجنة القواعد والإدارة

### ترشيح للجمعية العامة للأمم المتحدة
رشحت الولايات المتحدة ليهي في سبتمبر 2022 كممثل لها للدورة السابعة والسبعين للجمعية العامة للأمم المتحدة.

## المواقف السياسية

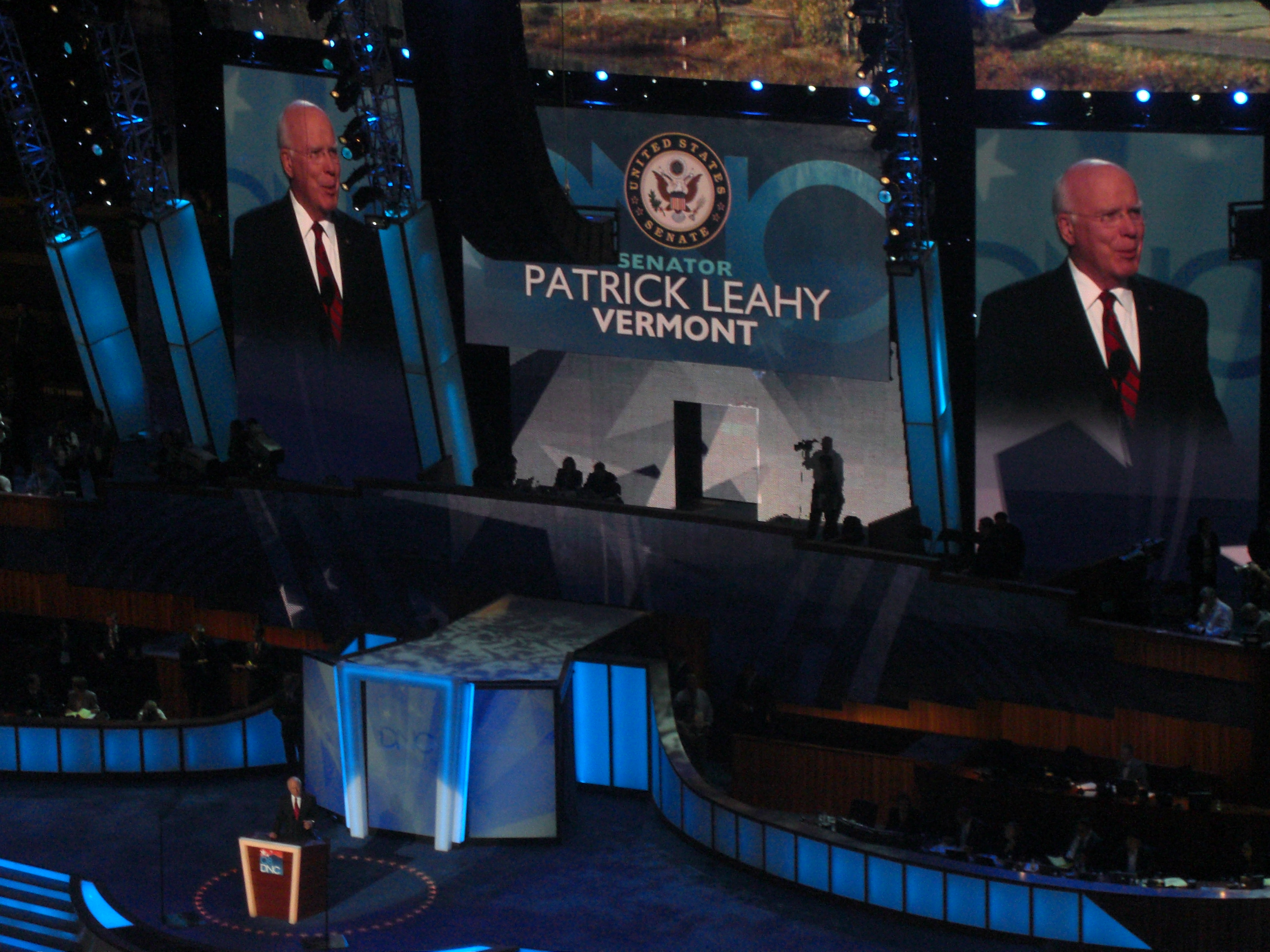
ليهي يتحدث خلال اليوم الثاني من المؤتمر الوطني الديمقراطي لعام 2008 في دنفر، كولورادو

تبنى ليهي مواقف سياسية تقدمية تتماشى عمومًا مع مواقف الولاية.

### الإجهاض
دعم ليهي حقوق الإجهاض ورفض تقيد القاصرات أو الأفراد في القواعد العسكرية من إجراء العملية. صوت ليهي ضد قانون حظر الإجهاض بالولادة الجزئية عام 1995 وأيده في الفترة بين 1997 و2003.
في 11 مارس 1982، صوت ليهي ضد إجراء برعاية أورين غرانت هاتش سعى إلى عكس قضية رو ضد وايد والسماح للكونغرس والولايات بتبني قوانين تحظر عمليات الإجهاض. مثّل تمرير الإجراء أول دعم من لجنة الكونغرس لتعديل ضد الإجهاض.

### الزراعة
في عام 2019، عمل ليهي بالتعاون مع أعضاء الشيوخ شيرود براون، سوزان كولينز (سياسي)، وديفيد بيردو على جهد حزبي لضمان حصول الطلاب على الأطعمة المحلية. عزز الاقتراح برنامج المنح من المزرعة إلى المدرسة الذي تديره وزارة الزراعة، ورفع المستوى المصرح للبرنامج من 5 ملايين دولار إلى 15 مليون دولار، بالإضافة إلى زيادة الحد الأقصى لقيمة المنحة إلى 250،000 دولار.
في مارس 2019، وقع ليهي مع 37 عضوًا في مجلس الشيوخ رسالة إلى وزير الزراعة (الولايات المتحدة) سوني بيردو، يحذرون فيها من استمرار "عدم استقرار السوق" لمزارعي الألبان ويحثون الوزارة على تشجيع "النظر في برنامج تغطية هوامش الألبان".
في مايو 2019، أرسل ليهي وثمانية من أعضاء مجلس الشيوخ الديمقراطيين رسالة إلى بيرديو ينتقدون فيها وزارة الزراعة الأمريكية لاستخدامها أموال إنقاذ المزارع لشراء لحم الخنزير من شركة جي بي إس الأمريكية المملوكة للبرازيل. كتبوا أن ذلك كان "عكسيًا ومتعارضًا" مع هدف دعم المزارعين الأمريكيين المتأثرين بسياسة التجارة. طلب أعضاء مجلس الشيوخ من الوزارة "ضمان تنفيذ المشتريات بطريقة تفيد أرباح المزارعين الأمريكيين وليس مصالح الشركات الأجنبية".
في يونيو 2019، بعث ليهي و18 عضوًا ديمقراطيًا في مجلس الشيوخ برسالة إلى المفتش العام لوزارة الزراعة الأمريكية، فيليس ك. فونغ، طالبوا فيها بالتحقيق في حالات الانتقام والقرارات السياسية داخل الوزارة. حذَّر الأعضاء من أن عدم التحقيق سيشير إلى نمط أوسع في هذه الإدارة، يشمل التقليل من قيمة الموظفين الفيدراليين وقمع وتخريب وتجاهل البيانات العلمية الناتجة عن العلماء المؤهلين. 

### مكافحة الاحتكار والمنافسة وتنظيم الشركات
في يونيو 2019، وقع ليهي وخمسة ديمقراطيين، بقيادة إيمي كلوبوشار، رسائل إلى لجنة التجارة الفيدرالية (FTC) ووزارة العدل. دعوا هاتين المؤسستين للتحقيق في النشاط المضاد للمنافسة في الأسواق، خصوصًا بعد إجراءات تنفيذية من قبل منافسين أجانب ضد الشركات نفسها. طلبوا تأكيد فتح تحقيقات مكافحة الاحتكار ونشر نتائجها علنيًا.

### القنب
يدعم ليهي حقوق الولايات في وضع قوانينها الخاصة بالقنب. واقترح تعديلاً مكملاً لتعديل روراباخر-فار، والذي وسع الحماية للولايات التي شرعت القنب. أصبحت هذه الخطوة معروفة باسم "تعديل ليهي"، حيث منعت الحكومة الفيدرالية من إنفاق أموال الضرائب الفيدرالية لمقاضاة من يتبعون قوانين القنب في ولايتهم.
===رعاية الأطفال=== في عام 2019، قدَّم ليهي و34 عضوًا آخر في مجلس الشيوخ مشروع قانون "رعاية الأطفال للعائلات العاملة". أنشأ المشروع 770،000 وظيفة جديدة في مجال رعاية الأطفال وضمن إعفاء العائلات التي تكسب أقل من 75% من متوسط دخل الولاية من دفع التكاليف، بينما أَلزم العائلات ذات الدخل المرتفع بدفع "نصيبها العادل" بناءً على مقياس متدرج. دعمت التشريعات الوصول الشامل إلى برامج التعليم المبكر عالية الجودة للأطفال في سن الثالثة والرابعة، وغيَّرت تعويضات العاملين في مجال رعاية الأطفال، ووفرت التدريب لمساعدة المعلمين ومقدمي الرعاية.

### الصين
أدان ليهي في بيان صحفي بتاريخ 12 سبتمبر، 2019، اضطهاد ممارسي فالون غونغ في الصين. اعتبر ليهي أن فالون غونغ يشكل تهديداً لبقاء الحزب الشيوعي الصيني. دعا الحكومة الصينية إلى إنهاء استخدام التعذيب وجني الأعضاء من السجناء والدعاية ضد الأقليات.

### العدالة المدنية

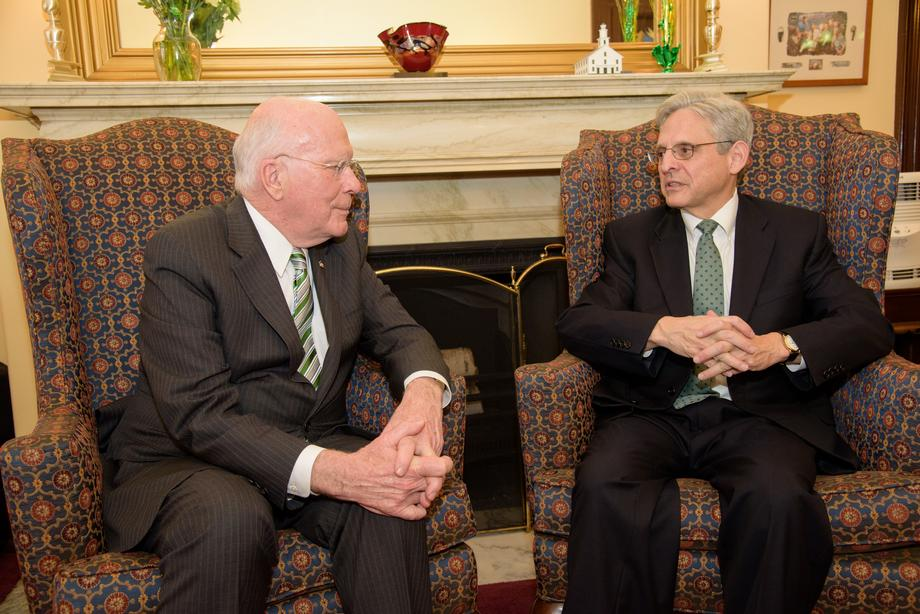
اجتمع السيناتور ليهي مع القاضي ميريك غارلاند، مارس 2016

في فبراير 2016، قدم ليهي مشروع القانون "استعادة الحقوق القانونية" لمنع الشركات من فرض التحكيم الإجباري في القضايا التي تشملها قوانين حماية المستهلك والتمييز في العمل وغيرها من قضايا الحقوق المدنية. 

### الحقوق المدنية والخصوصية
دعم ليهي الجمعية الوطنية للنهوض بالملونين وأيَّد تمييز إيجابي. أيَّد تقنين زواج المثليين وخفض التمييز ضد المثليين والسحاقيات. دعا ليهي إلى منح الشركاء المنزليين للموظفين الفيدراليين المزايا المماثلة لما يحصل عليه الأزواج من الجنس الآخر.
ليهي يرعى قانون خصوصية البريد الإلكتروني في مجلس الشيوخ، حيث يسعى لإصلاح قانون خصوصية الاتصالات الإلكترونية لعام 1986 وتعزيز حماية خصوصية البريد الإلكتروني. شارك في رعاية هذا القانون الثنائي الجمهوري مايك لي من ولاية يوتا.

### العدالة الجنائية
طالب ليهي بفرض تعليق عقوبة الإعدام وإجراء المزيد من اختبارات حمض نووي ريبوزي منقوص الأكسجين لنزلاء طابور الإعدام. يدعم إعادة التأهيل كهدف للسجون وتقديم العلاج بدلاً من العقاب للمخالفين لأول مرة.[بحاجة لمصدر]
في فبراير 2015، أعاد ليهي والجمهوري راند بول طرح قانون صمام الأمان للعدالة، وهو تشريع يمنح القضاة الفيدراليين سلطة إصدار أحكام أقل من العقوبة الإلزامية في حالات محددة، حيث تنتهك العقوبة معايير العدالة المحددة في القانون الأمريكي.
في أكتوبر 2017، شارك ليهي في رعاية مشروع قانون يهدف إلى تخفيف الأحكام لبعض الجناة غير العنيفين، مثل جرائم المخدرات، مع تعزيز قوانين صارمة أخرى لمكافحة الجريمة. ألغى مشروع القانون حكم السجن المؤبد الإلزامي لثلاث جرائم لبعض المكررين في جرائم المخدرات وفرض عقوبات مشددة لبعض الأفراد الذين لديهم سوابق في جرائم العنف الخطيرة والمخدرات.
في 31 يوليو 2019، أعلن المدعي العام وليام بي بار استئناف الحكومة الفيدرالية لتنفيذ عقوبة الإعدام لأول مرة منذ أكثر من 20 عامًا. قدم ليهي وكوري بوكر وديك دوربين مشروع قانون يحظر عقوبة الإعدام. أكد ليهي أن عقوبة الإعدام تفشل "بأي معيار موضوعي"، مشيرًا إلى نهائيتها وميول الهيئات المحلّفة لإدانة الأشخاص بالخطأ.

### الدفاع
انتقد ليهي حرب العراق طويلاً، وتحدث لصالح وضع جداول زمنية لسحب القوات، قائلاً بضرورة وجود موظفين مدربين جيداً في الخدمة الخارجية والصناعة الخاصة لإصلاح الأضرار في الهيكل المدني. انتقد قانون باتريوت رغم تصويته لإعادة تفويض نسخ معدلة منه. في يونيو 2013، وبعد الكشف عن برنامج PRISM وأنشطة مراقبة سرية أخرى من وكالة الأمن القومي الأمريكية، قدم ليهي مشروع قانون يشدد إرشادات الحصول على تصاريح FISA للمراقبة المحلية ويقلص مدة تفويض FISA لعامين.
ليهي عارض باستمرار فتح وتشغيل معتقل غوانتانامو، وأيّد معاقبة الاستغلال خلال الحرب.

### الاقتصاد
دعم ليهِي الضرائب التقدمية ورفض إزالة ضريبة العقارات والضريبة البديلة. تحدث بقوة ضد خفض الضرائب للأثرياء وساند حقوق الموظفين. صوت لزيادة الحد الأدنى للأجور وتنظيم النقابات. عارض اتفاقية التجارة الحرة لأمريكا الوسطى، بينما أيد تطبيع العلاقات التجارية مع الصين.

### البيئة
دعم ليهي السياسة البيئية بقوة. أيد مشاريع قوانين لزيادة إنتاج سيارات الهيدروجين، والمحافظة على معايير كفاءة الوقود للشركات، وتحديد هدف لتقليل استهلاك النفط بنسبة 40% بحلول عام 2025، وزيادة تمويل الطاقة الشمسية وطاقة الرياح.[بحاجة لمصدر]

### تغير المناخ
في عام 2011، صوت ليهي ضد تقييد قدرة وكالة حماية البيئة على تنظيم انبعاثات الغازات الدفيئة. وفي 2013، رفض قرارًا متزامنًا يعقد وضع الكونغرس سعر للكربون. كما دعم خطة الطاقة النظيفة لأوباما عام 2015. ويشير في صفحة تغير المناخ إلى أن "النشاط البشري، منذ الثورة الصناعية، ساهم بشكل كبير في التغيرات المناخية." دعم إنشاء غازات دفيئة بدلات قابلة للتداول، وانتقد استخدام إيثانول كحل لارتفاع أسعار البنزين.
في يونيو 2017، انسحبت الولايات المتحدة من اتفاق باريس للمناخ بقرار من الرئيس ترامب. وصف ليهي هذا القرار بأنه "تراجع كبير"، مؤكدًا أن التملق "لبعض المليارديرات والمصالح الخاصة سيضر جيلنا والأجيال القادمة وكوكب الأرض." وأكد التزامه "بمنع إفشال جهود فيرمونت لحماية المجتمعات من خطر مناخي." وعبّر عن دعمه لرواد الأعمال في فيرمونت والولايات الأخرى لتوسيع أسواق الطاقة النظيفة والتكنولوجيا الخضراء. 
في فبراير 2019، استجاب ليهي و19 سناتورًا لتقارير حول نية وكالة حماية البيئة عدم تحديد حدود لحمض بيرفلورو الأوكتين السلفونيك (PFOS) وحمض بيرفلورو الأوكتانويك (PFOA) في مياه الشرب. وقعوا خطابًا إلى القائم بأعمال مدير الوكالة، أندرو ر. ويلر، يدعو لتطوير معايير اتحادية لمياه الشرب واتخاذ إجراءات لحماية الجمهور من تلوث مواد بير والبوليفلورو ألكيل (PFAS).

### الأنابيب
في أكتوبر 2016، وقع ليهي مع أربعة سيناتورات خطابًا للرئيس أوباما، يطلبون فيه من الإدارة وقف مشروع خط أنابيب داكوتا أكسس. دعوا القبائل على طول مسار الخط لمواجهته، وطالبوا بعمليات ترخيص شفافة، تشمل إشعارًا عامًا ومشاركة وتشاورًا رسميًا مهمًا مع القبائل، بالإضافة إلى مراجعة بيئية كافية.

### التعديل الأول
عارض ليهي بقوة مقترح الحظر الدستوري لحرق العلم بسبب تداعياته على حرية التعبير. يرفض مبادرات الصلاة في المدرسة.

### التحكم في السلاح
دعم ليهي التحكم في السلاح، واشترط إجراء فحوصات خلفية في معارض الأسلحة، وسعى للسماح برفع دعاوى قضائية ضد مصنعي الأسلحة النارية. صوت ليهي لحظر المساعدات الخارجية ومعونات الأمم المتحدة التي تعيق امتلاك الأسلحة.
في يناير 2019، كان ليهي من بين 40 عضوًا في مجلس الشيوخ الذين قدموا مشروع قانون توسيع فحص الخلفية. يفرض المشروع إجراء فحوصات لبيع أو نقل جميع الأسلحة النارية، بما يشمل البائعين غير المرخصين. يتضمن المشروع استثناءات مثل النقل بين جهات إنفاذ القانون، وإعارة الأسلحة للصيد أو الأحداث الرياضية مؤقتًا، وإعطاء الأسلحة لأفراد الأسرة المباشرين، ونقلها كجزء من الإرث، وإعارتها للدفاع الذاتي الفوري.
في فبراير 2019، وقع ليهي مع 37 سيناتورًا على رسالة موجهة إلى رئيس لجنة القضاء في مجلس الشيوخ ليندسي غراهام، طالبوا فيها بعقد جلسة استماع حول فحوصات الخلفية الشاملة. وأشاروا إلى تصريح غراهام في الصحافة الذي أعرب فيه عن نيته العمل على تشريع "الراية الحمراء" وفحوصات الخلفية، حيث دعم السيناتور كلا الإجراءين.

### الرعاية الصحية
أكّد ليهي أهمية توسيع انتشار رعاية صحية العامة خلال الركود الاقتصادي. صوّت لزيادة فوائد ميديكير وللسماح لها بالتفاوض لشراء الأدوية بالجملة بأسعار منخفضة. اختلف ليهي مع قيادات حزبه بدعمه للسماح للولايات بشراء الأدوية بالجملة بشكل مستقل، واعتبرها حلاً ضروريًا على المدى القصير حتى يتمكن الكونغرس من التوافق على مقترح مشابه.[بحاجة لمصدر]
في خطاب ألقاه في مجلس الشيوخ في مايو 2012، دعا لياهي رئيس المحكمة العليا جون روبرتس لتأييد دستورية قانون الرعاية الصحية الميسرة. قال لياهي إن النشاط المحافظ لم يكن جيدًا للمحكمة مؤخرًا. أضاف أنه بالنظر إلى التحدي الأيديولوجي للقانون والسوابق الداعمة الواسعة، سيكون من غير المعتاد أن لا تحترم المحكمة العليا قرارات الكونغرس في هذه المسألة المؤثرة على التجارة بين الولايات.
في مارس 2017، أشاد ليهي بإنجازات قانون الرعاية الميسرة بعد سحب الجمهوريين في مجلس النواب قانون الرعاية الصحية الأمريكي. اتهم ليهي الجمهوريين بمحاولة إلغاء السجل بمشروع قانون كان بقصد "تخفيض ضريبي ضخم للأمريكيين الأكثر ثراءً".
في سبتمبر 2017، شارك ليهي كواحد من 16 سناتوراً في رعاية قانون الرعاية الصحية للجميع، الذي قدمه سناتور فيرمونت بيرني ساندرز، بهدف تأسيس نظام رعاية صحية ذو دافع واحد في الولايات المتحدة.
في ديسمبر 2018، وقع ليهي مع 41 عضوًا في مجلس الشيوخ على رسالة لمسؤولي إدارة ترامب أليكس عازار، سيما فيرما وستيفن منوشين. جادل الأعضاء بأن الإدارة استغلت القسم 1332 من قانون الرعاية الصحية بأسعار معقولة بشكل غير صحيح لتفويض الولايات بـ"زيادة تكاليف الرعاية الصحية للملايين من المستهلكين وإضعاف الحماية للأفراد ذوي الظروف الصحية السابقة". طلب الأعضاء من الإدارة سحب السياسة و"إعادة الانخراط مع أصحاب المصلحة والولايات والكونغرس".
في فبراير 2019، قدّم ليهي و22 من أعضاء مجلس الشيوخ الديمقراطيين مشروع قانون "خيار الدولة العام". يسمح المشروع للولايات بإنشاء برنامج شراء في الميديكيد لجميع السكان، مما يمكنهم من الاشتراك في خطة تأمين صحي مدفوعة من الدولة. وصف براين شاتز، داعم المشروع، التشريع بأنه "يوفر لكل شخص خيار الدخول في برنامج الميديكيد الخاص بالولاية"، بهدف توفير "تأمين صحي عام عالي الجودة ومنخفض التكلفة" وتحقيق "تغطية صحية شاملة لكل أمريكي".

### الهجرة
في فبراير 2018، رفضت المحكمة العليا النظر فوراً في برنامج القرار المؤجل للواصلين أطفالاً. حث ليهي الكونغرس على اتخاذ إجراء بشأن إصلاح الهجرة مشيراً إلى ضرورة اتخاذه في العام السابق، واعترف بأن قرار المحكمة العليا قلل الضغط لتمرير التشريع بسرعة.
في يونيو 2018، كتب ليهي، كيرستن جيليبراند، وجوني إيرنست رسالة إلى وزير دفاع الولايات المتحدة جيمس ماتيس يعربون فيها عن قلقهم الشديد من قرار الوزارة إرسال 21 من القضاة والمحامين العسكريين النشطين والاحتياطيين إلى الحدود بأوامر مؤقتة لمقاضاة قضايا الهجرة، واعتبروا أن هذا القرار يشكل تطبيقًا غير ملائم للأفراد العسكريين. وحثوا ماتيس على إبقاء المحامين العسكريين ضمن نظام العدالة العسكرية.
في أغسطس 2018، وقع ليهي مع 16 سناتورًا آخر خطابًا إلى وزير الأمن الداخلي (الولايات المتحدة) كريستين نيلسن (سياسية). طالب الموقعون إدارة ترامب باتخاذ إجراءات فورية لإعادة 539 طفل مهاجر إلى عائلاتهم. أشاروا إلى أن كل يوم يمر دون اتخاذ إجراء يزيد "الصدمات غير الضرورية" للأطفال وعائلاتهم الباحثين عن الحماية الإنسانية.
في سبتمبر 2018، حوّلت الوكالة الفيدرالية لإدارة الطوارئ نحو 10 ملايين دولار إلى وكالة الهجرة والجمارك الأمريكية. قال ليهي في بيان: "ينبغي أن تدرك الإدارة عواقب أفعالها وتبدأ بالعمل مع الجمهوريين والديمقراطيين لحل مشاكل نظام الهجرة. زرع الخوف ضد المهاجرين ليس حوكمة—إنها ديماغوجية على حساب دافعي الضرائب. يجب أن يتوقف الأمر الآن."
في يناير 2019، رعَى ليهي مع 19 سيناتورًا آخرين قانون سرية الحالمين، الذي يمنع وزارة الأمن الداخلي (DHS) من تمرير معلومات متلقّي DACA إلى إدارة الهجرة والجمارك (ICE)، أو الجمارك وحماية الحدود (CBP)، أو وزارة العدل، أو أي وكالة إنفاذ قانون أخرى، مع استثناءات لحالات الاحتيال أو الأمن القومي أو الجرائم الجنائية غير المتعلقة بالهجرة.
في يوليو 2019، وقع باتريك ليهي مع 21 سيناتورًا على رسالة بقيادة تامي دوكوورث تنتقد خطط إدارة ترامب لوقف حماية عائلات أفراد الخدمة الفعلية من الترحيل. دعت الرسالة إلى الحفاظ على هذه الحماية لتجنب معاناة شخصية لأفراد الخدمة ولتحسين أدائهم القتالي.

### خصوصية الإنترنت
في أبريل 2017، وقع الرئيس ترامب قانوناً ألغى قاعدة لجنة الاتصالات الفيدرالية التي تطلب من مزودي خدمة الإنترنت إذن العملاء لبيع بياناتهم للمعلنين. رعى ليهي، مع 10 سيناتورات آخرين، تشريعاً لإعادة تلك اللوائح.

### إيران
في مايو 2018، وقع ليهي برفقة 12 سناتورًا على رسالة إلى ترامب تحثه على البقاء في الاتفاق النووي الإيراني، لأن انسحاب الولايات المتحدة قد يدفع إيران للبقاء في الاتفاقية وسعيها لعزل الولايات المتحدة عن أقرب شركائها أو استئناف أنشطتها النووية، وكلا الخيارين "سيلحقان ضررًا بمصالحنا الأمنية الوطنية".

### إسرائيل
وقّع ليهي على قرارات تدعم حق إسرائيل في الدفاع عن النفس، وانتقد انتهاكات حقوق الإنسان المزعومة في المنطقة، خاصة بعد عملية الرصاص المصبوب عام 2008.
في عام 2011، روج ليهي مشروع قانون لقطع المساعدات العسكرية عن ثلاث وحدات نخبة في الجيش الإسرائيلي بعد صدور تقارير عن انتهاكات لحقوق الإنسان خلال مجزرة أسطول الحرية وفي الضفة الغربية وقطاع غزة.
في فبراير 2016، طلب ليهي مع عشرة أعضاء من مجلس النواب من وزارة الخارجية التحقيق في انتهاكات حقوق الإنسان المشتبه بها من قبل قوات الأمن المصرية والإسرائيلية، مشيرين إلى مزاعم عمليات القتل خارج نطاق القانون التي قد تفعّل قانون ليهي، مما قد يؤدي إلى تعليق المساعدات العسكرية الأمريكية للدول المتورطة.
في أبريل 2019، رفضت إدارة ترامب توزيع الأموال على الضفة الغربية وغزة بسبب التصلب في محادثات السلام من قبل الفلسطينيين ومدفوعات لعائلات من هاجموا الإسرائيليين. كان ليهي واحداً من ستة سيناتورات ديمقراطيين قدموا قراراً لاستعادة المساعدات الإنسانية الأمريكية إلى الضفة الغربية وغزة.
في مايو 2020، عارض ليهي خطة إسرائيل لضم أجزاء من الأراضي الفلسطينية المحتلة.

### الأفيونيات
في مارس 2017، وقع ليهي مع 20 سناتورًا بقيادة إد ماركي على رسالة إلى زعيم الأغلبية في مجلس الشيوخ ميتش ماكونيل. أشارت الرسالة إلى أن 12% من البالغين المستفيدين من ميديكيد يعانون من اضطراب تعاطي المواد. أوضح السناتورات أن ثلث علاج اضطرابات الأفيونيات والمواد الأخرى في الولايات المتحدة يموله ميديكيد. ذكروا أن قانون الرعاية الصحية الأمريكي قد يؤدي إلى تفاقم الوضع بشكل خطير لأولئك الذين يعانون من اضطرابات الأفيونيات بسبب التمويل غير الكافي، مما قد يدفع الأفراد للتخلي عن العلاج.

### قضايا مجتمع الميم
في أكتوبر 2018، وقع ليهي و19 سيناتورًا آخر رسالة إلى وزير الخارجية مايك بومبيو، مطالبين بالتراجع عن سياسة منع تأشيرات لشركاء الدبلوماسيين من مجتمع الميم في اتحادات غير معترف بها في دولهم. أكد الموقعون تعرض أفراد مجتمع الميم للتمييز والعنف دون حماية قانونية، وزعموا أن منع دخول الشركاء إلى الولايات المتحدة يدعم "سياسات التمييز" في عدة دول. دعم ليهي قانون عدم التمييز ضد الطلاب وتعديلًا في قانون منع الاتجار والهروب والإقامة للشباب لحماية مجتمع الميم من التنمر والتمييز. يشير ليهي إلى التأثير الكبير لهذه القضايا على مجتمع الميم.

### كوريا الشمالية
في يونيو 2018، وقع ليهي وستة ديمقراطيين آخرين رسالة تحذر ترامب من عدم دعم رفع العقوبات ضد كوريا الشمالية إلا إذا لبى الاتفاق النووي مع الولايات المتحدة خمسة معايير محددة. بعد قمة كوريا الشمالية والولايات المتحدة الأمريكية 2018، أشاد ليهي ببدء ترامب "المفاوضات المباشرة"، لكنه أبدى قلقه من موافقة ترامب على وقف التدريبات العسكرية مع كوريا الجنوبية دون التزامات يمكن التحقق منها من كوريا الشمالية لنزع السلاح النووي، مما يمنح كيم الاعتراف الذي كان يسعى إليه.

### روسيا
في ديسمبر 2010، صوت ليهي لصالح التصديق على معاهدة ستارت الجديدة، وهي معاهدة تهدف إلى تخفيض الأسلحة النووية بين الولايات المتحدة والاتحاد الروسي. تُلزم المعاهدة البلدين بامتلاك ما لا يزيد عن 1،550 رأس حربي استراتيجي و700 منصة إطلاق في حالة انتشار خلال سبع سنوات. توفر المعاهدة استمرار عمليات التفتيش الميداني، بعدما توقفت بانتهاء ستارت 1 العام السابق. تُعد هذه أول معاهدة للأسلحة مع روسيا منذ ثماني سنوات.
في فبراير 2017، وقع ليهي مع 10 من أعضاء مجلس الشيوخ رسالة إلى نائب عام الولايات المتحدة جيف سيشنز يعبرون فيها عن قلقهم بشأن "مزاعم موثوقة حول تواطؤ حملة ترامب وفريق الانتقال والإدارة مع الحكومة الروسية، بما في ذلك استقالة الفريق أول مايكل فلين كمستشار للأمن القومي". طالب أعضاء مجلس الشيوخ بإنشاء "مستشار خاص مستقل للتحقيق في هذا التواطؤ" للحفاظ على "ثقة ومصداقية وحيادية وزارة العدل".

### قضايا أخرى
صوّت ليهي باستمرار لدعم الضمان الاجتماعي وعارض القسيمة المدرسية.
دعم ليهي خطة جو بايدن لسحب جميع القوات الأميركية من أفغانستان.

## التكريمات والجوائز
حصل ليهي في عام 2013 على جائزة السناتور الأمريكي السنوية جون هاينز لأعظم خدمة عامة من قبل مسؤول منتخب أو معين ضمن جوائز جيفرسون للخدمة العامة. ومنحته مؤسسة إدارة الكونغرس في عام 2014 "جائزة الفأرة الفضية" لموقعه على الإنترنت، و"جائزة الفأرة الذهبية" لتفاعله على وسائل التواصل الاجتماعي.
ليهي حصل على عدة شهادات دكتوراه فخرية، منها:
- كلية سانت مايكل، LL.D.، 1976[173]
- كلية ميدلبوري، LL.D.، 2011[174]
- كلية ألباني للصيدلة، D.Sc.، 2013[175]
- كلية الجبل الأخضر، LL.D.، 2014[176]
- جامعة بورتلاند، D.P.S.، 2023[177]

أعلن العمدة ميرو واينبرغر عن إعادة تسمية مطار برلينغتون الدولي تكريمًا لليهي بعد تقاعده من مجلس الشيوخ في 2023. أعرب ليهي عن امتنانه قائلاً: "أنا ممتن لأن المطار الذي أقلعت منه لأول مرة في رحلة كشاب يافع أصبح الآن في وضع جيد لمستقبل فيرمونت."
في عام 2023، منحت الحكومة البريطانية OBE تكريمًا لخدماته في تعزيز العلاقات بين المملكة المتحدة والولايات المتحدة.

## الحياة الشخصية

### الأسرة
تزوجت ليهي من مارسيل بوميرلو عام 1962. هاجر والداها، لويس فيليب بوميرلو وسيسيل بوشارد بوميرلو، إلى الولايات المتحدة من كيبك، وهي ثنائية اللغة (إنجليزية وفرنسية). أسست عائلة بوميرلو الموسعة العديد من الأعمال التجارية الناجحة في فيرمونت، ويُعتبر عمها أنطونيو بوميرلو (ت. 2018)، مطور عقارات بارز ومحسن. تخرجت مارسيل ليهي من مدرسة التمريض في مستشفى ديغوسبرياند السابق في برلينغتون. عملت كممرضة مسجلة في مستشفيات برلينغتون، واشنطن العاصمة، وأرلينغتون، فيرجينيا. استقروا في منزل مزرعة في ميدلسكس (فيرمونت) بعد انتقالهم من برلينغتون، وأنجبوا ثلاثة أطفال. ابنتهم أليشيا متزوجة من مصور البيت الأبيض لورانس جاكسون. احتفلوا بالذكرى الخمسين لزواجهم في عام 2012، مُشيرين إلى رغبتهم في البقاء معاً دائماً. احتفلوا بالذكرى الستين لزواجهم في أغسطس 2022، وذكرها تشوك غراسلي في تحيته لليهي في مجلس الشيوخ في ديسمبر.

### الصحة
أدخلوا ليهي إلى المستشفى في 26 يناير 2021 "من باب الحذر الشديد" بعد شعوره بالمرض. جاء ذلك بعد ساعات من أدائه اليمين كرئيس لجلسة محاكمة ترامب الثانية. وعاد إلى منزله في وقت لاحق من نفس اليوم.
في 29 يونيو 2022، سقط ليهي في منزله في ماكلين (فرجينيا) وكسر وركه. أجرى عملية استبدال ورك في اليوم التالي، وخضع لعملية ثانية تتعلق بإصابته في الورك في 19 يوليو 2022.
ليهي أُدخل المستشفى في 13 أكتوبر 2022 بعد شعوره بتوعك، وأبقوه ليلة للفحوصات والمراقبة وخرج في اليوم التالي.

### أخرى
عمل ليهي كمصور ومؤلف نُشرت أعماله. انتمى إلى الكاثوليك الرومان وداوم على حضور كنيسة سانت أندرو في واتربوري (فيرمونت). واظب أيضًا على كنيسة الثالوث المقدس الكاثوليكية في واشنطن العاصمة.
ليهي يصف نفسه بأنه من محبي غريتفول ديد المعروفين؛ حيث حضر نحو ستة عروض، وصُوّر خلف الكواليس في أداء عام 1994.

### محب لكتب القصص المصورة
أظهر ليهي شغفه بكتب القصص المصورة، لاسيما باتمان. كتب تمهيد أرشيف فارس الظلام، المجلد 1 (مجموعة صدرت عام 1992 لأولى كتب قصص باتمان المصورة). وكتب مقال المقدمة لـ باتمان: موت الأبرياء (رواية مصورة عام 1996 عن أهوال الألغام الأرضية)، إضافة إلى مقدمة السهم الأخضر: مسعى الرامي (مجموعة مجلد واحد تضم قوس قصة من ستة أعداد).
ليهي قدّم العديد من دور الكاميو في حلقات وأفلام باتمان، بدءًا من باتمان للأبد (1995) غير المعتمد. قدّم أداءً صوتيًا لحاكم إقليمي في حلقة باتمان (مسلسل رسوم متحركة 1992) بعنوان "Showdown" (1995)، وظهر بشخصيته الحقيقية في باتمان وروبن (1997)، وظهر مرتين في ثلاثية فارس الظلام لـكريستوفر نولان كعضو في مجلس إدارة شركة واين. في فارس الظلام (2008) ظهر كضيف في حملة لجمع التبرعات يتحدى الجوكر. في نهوض فارس الظلام (2012)، دافع عن إرث عائلة واين ضد محاولات السيطرة على الشركة من قبل الصناعي جون داجيت. ظهر ليهي في باتمان ضد سوبرمان: فجر العدالة بدور السيناتور بيرنجتون خلال جلسة استماع في مجلس الشيوخ لـسوبرمان التي تُدمّر بانفجار.
تُتبرع جميع العوائد والرسوم من أدوار ليهي للجمعيات الخيرية، خاصة مكتبة كيلوج-هوبارد في فيرمونت، حيث تعلم القراءة عندما كان طفلًا.

### زميل متميز في جامعة فيرمونت
في مارس 2023، أعلنت جامعة فيرمونت انضمام ليهي للجامعة كزميل متميز لرئيسها. يشارك في مشاريع بحثية وأكاديمية وتواصلية بدأها أثناء عمله في مجلس الشيوخ. عُيّن كمستشار ومرشد للطلاب وأعضاء الهيئة التدريسية، ومحاضر ضيف في الفصول، وممثل للجامعة في الأحداث العامة. كما يعمل كحلقة وصل بين الجامعة والمنظمات والمجتمعات في فيرمونت.
في مايو 2023، أطلقت UVM اسم ليهي على كلية الشرف الخاصة بها. أسَّست كلية الشرف في عام 2004 بهدف دعم البحوث الأصلية والتدريس المبتكر وتعزيز التعاون بين الطلاب وأعضاء هيئة التدريس. ركَّزت الكلية على التعلم التجريبي لتطوير الطلاب كمفكرين أصليين وقادة رحماء.
في أغسطس 2023، أعلنت UVM أن ليهي تبرع بأوراقه الشخصية في مجلس الشيوخ لها. ستضم المجموعة حوالي 1،000 صندوق وما يقرب من 20 تيرابايت من البيانات، وتكون جزءًا من مكتبة جاك وشيرلي سيلفر للمجموعات الخاصة التابعة لـUVM. بعد الفرز والفهرسة، ستتاح أوراق ليهي للطلاب والهيئة التدريسية والجمهور.

## فيلموغرافيا
| السنة | العنوان                         | الدور                    | الملاحظات               | مرجع            |
| ----- | ------------------------------- | ------------------------ | ----------------------- | --------------- |
| 1995  | باتمان للأبد                    | نفسه                     | ظهور غير معتمد          | [ 205 ] [ 206 ] |
| 1995  | باتمان (مسلسل رسوم متحركة 1992) | الحاكم الإقليمي          | صوت؛ الحلقة: "المواجهة" | [ 207 ]         |
| 1997  | باتمان وروبن                    | نفسه                     | ظهور ضيف                |                 |
| 2008  | فارس الظلام                     | عضو مجلس إدارة شركة واين | ظهور ضيف                |                 |
| 2012  | نهوض فارس الظلام                | عضو مجلس إدارة شركة واين | ظهور ضيف                |                 |
| 2016  | باتمان ضد سوبرمان: فجر العدالة  | السيناتور بورينغتون      | ظهور ضيف                | [ 208 ]         |

## المناصب والتمييزات
| المناصب الحزبية السياسية                           | المناصب الحزبية السياسية | المناصب الحزبية السياسية                             |
| -------------------------------------------------- | --- | ---------------------------------------------------- |
| سبقه جورج آيكن                                     | مرشح الحزب الديمقراطي لمنصب سناتور الولايات المتحدة عن ولاية فيرمونت (الفئة 3) 1974، 1980، 1986، 1992، 1998، 2004، 2010، 2016 | تبعه بيتر ويلش                                       |
| مجلس الشيوخ الأمريكي                               | |                                                      |
| سبقه جورج آيكن                                     | سناتور الولايات المتحدة (الفئة 3) عن ولاية فيرمونت 1975–2023 إلى جانب: روبرت ستافورد، Jim Jeffords، بيرني ساندرز              | تبعه بيتر ويلش                                       |
| سبقه دانيال باتريك موينيهان                        | نائب رئيس لجنة الاستخبارات في مجلس الشيوخ 1985–1987                                                                           | تبعه وليام كوهين                                     |
| سبقه جيسي هيلمز                                    | رئيس لجنة الزراعة في مجلس الشيوخ 1987–1995                                                                                    | تبعه ريتشارد لوغار                                   |
| سبقه إدوارد زورينسكي                               | عضو مرتبة بلجنة الزراعة في مجلس الشيوخ 1995–1997                                                                              | تبعه توم هاركن                                       |
| سبقه جو بايدن                                      | عضو مرتبة في اللجنة القضائية في مجلس الشيوخ 1997–2001                                                                         | تبعه أورين غرانت هاتش                                |
| سبقه أورين هاتش                                    | رئيس اللجنة القضائية في مجلس الشيوخ 2001–2003                                                                                 | تبعه أورين غرانت هاتش                                |
| سبقه أورين هاتش                                    | عضو مرتبة في اللجنة القضائية في مجلس الشيوخ 2003–2007                                                                         | تبعه أرلين سبكتر                                     |
| سبقه أرلين سبكتر                                   | رئيس اللجنة القضائية في مجلس الشيوخ 2007–2015                                                                                 | تبعه تشوك غراسلي                                     |
| سبقه تشوك غراسلي                                   | عضو مرتبة في اللجنة القضائية في مجلس الشيوخ 2015–2017                                                                         | تبعه ديان فاينستاين                                  |
| سبقه باربرا مايكولسكي                              | عضو مرتبة في لجنة المخصصات في مجلس الشيوخ 2017–2021                                                                           | تبعه ريتشارد شيلبي                                   |
| سبقه ريتشارد شيلبي                                 | رئيس لجنة المخصصات في مجلس الشيوخ 2021–2023                                                                                   | تبعه باتي موراي                                      |
| المناصب السياسية                                   | |                                                      |
| سبقه دانيال إينوي                                  | الرئيس المؤقت لمجلس الشيوخ الأمريكي 2012–2015                                                                                 | تبعه أورين هاتش                                      |
| سبقه تشوك غراسلي                                   | الرئيس المؤقت لمجلس الشيوخ الأمريكي 2021–2023                                                                                 | تبعه باتي موراي                                      |
| ألقاب تشريفية                                      | |                                                      |
| سبقه دانيال إينوي                                  | عميد مجلس الشيوخ الأمريكي 2012–2023                                                                                           | تبعه تشوك غراسلي                                     |
| سبقه دانيال إينوي                                  | أكبر ديمقراطي في مجلس الشيوخ الأمريكي 2012–2023                                                                               | تبعه ديان فاينستاين                                  |
| شاغرآخر من حمل اللقب تيد ستيفنز                    | الرئيس المؤقت الفخري لمجلس الشيوخ الأمريكي 2015–2021                                                                          | تبعه تشوك غراسلي                                     |
| ترتيب الأسبقية                                     | |                                                      |
| سبقه مارتي والش كعضو سابق في مجلس الوزراء الأمريكي | ترتيب الأسبقية للولايات المتحدة بصفته رئيس مؤقت سابق لمجلس الشيوخ الأمريكي                                                    | تبعه جورج ميتشل كزعيم الأغلبية في مجلس الشيوخ السابق |

## قراءة إضافية
- Biography at the Biographical Directory of the United States Congress
- Profile at Vote Smart
- Financial information (federal office) at the Federal Election Commission
- Legislation sponsored at the مكتبة الكونغرس

## كتب
- ليهي، باتريك (23 أغسطس 2022). الطريق المأخوذ: مذكرات. نيويورك: سايمون وشوستر. ISBN:9781982157357. OCLC:1265084645. مؤرشف من الأصل في 2023-04-05.

## روابط خارجية
- Biography at the Biographical Directory of the United States Congress
- Profile at Vote Smart
- Financial information (federal office) at the Federal Election Commission
- Legislation sponsored at the مكتبة الكونغرس
- مرات الظهور على سي-سبان
- باتريك ليهي على موقع IMDb (الإنجليزية)
- باتريك ليهي على موقع الموسوعة البريطانية (الإنجليزية)
- باتريك ليهي على موقع إن إن دي بي (الإنجليزية)
- باتريك ليهي على موقع قاعدة بيانات الفيلم (الإنجليزية)
- باتريك ليهي على موقع كينوبويسك (الروسية)